# Michel Jean-Baptiste Adolphe
Michel Jean-Baptiste Adolphe (Fort-de-France, 28 dicembre 1979) è un ex cestista francese, che giocava come centro.

## Palmarès
- Campionato francese: 1

Élan Chalon: 2011-12
- Coppa di Francia: 2

Élan Chalon: 2010-11, 2011-12
- Semaine des As: 1

Élan Chalon: 2012